# Filantropeni
I Filantropeni (in greco Φιλανθρωπηνός?), al femminile Filantropene (in greco Φιλανθρωπηνή?) è il nome di una nobile famiglia greco-bizantina, che apparve a metà del XIII secolo e produsse numerosi generali e funzionari di alto rango fino alla fine dell'Impero bizantino. Il loro nome deriva dal monastero di Cristo Filantropo ("Cristo amico dell'uomo") a Costantinopoli. Alcuni membri della famiglia utilizzano il cognome composito Ducas Filantropeno e potrebbero, secondo Demetrios I. Polemis, costituire un ramo distinto della famiglia.

## Storia
Il primo membro noto della famiglia è Alessio Ducas Filantropeno, attestato per la prima volta nel 1255 circa come comandante a Ocrida. Di solito viene equiparato all'omonimo illustre ammiraglio, che raggiunse il grado di prōtostratōr e infine di megaduca. Morì intorno al 1275. Sua figlia, Maria, sposò Michele Tarcaniota. Il loro secondogenito era il pinkernēs Alessio Filantropeno, un generale celebre per i suoi successi contro i Turchi, che si ribellò senza successo contro Andronico II Paleologo nel 1295. Fu graziato negli anni '20 del XIII secolo e fu di nuovo attivo sul campo fino al 1334.  Un Michele Ducas Filantropeno, epi tēs trapezēs e zio di Andreonico II, è attestato dal 1286 al 1304, quando fu inviato a difendere Magnesia dai Turchi. Di alcune donne Filantropene si conoscono solo brevi cenni: Teodora Ducaina Filantropena sposò Giovanni Comneno Acropolita, forse un figlio dello storico Giorgio Acropolita; Irene Comnena Ducaina Filantropena Cantacuzena, morta l'8 agosto 1292; ed Eirene Comnena Filantropena Ducaina, morta il 7 settembre 1303. Di altri si conosce solo il cognome.
Nel XIV secolo, un Giovanni Filantropeno, megas droungarios tou ploimou, è citato in una decisione sinodale del 1324, Giorgio Ducas Filantropeno, megas hetaireiarches e governatore di Lemno, è attestato nel 1346, e il megas stratopedarchēs Michele Filantropeno, cugino di Giovanni V Paleologo, è documentato nel 1350. In Tessaglia, Alessio Angelo Filantropeno e Manuele Angelo Filantropeno sono attestati negli anni 1380 e 1390. Alessio governò la Tessaglia con il titolo di Cesare dal 1382 al 1389 circa, e gli succedette Manuele (suo figlio o suo fratello), che governò fino alla conquista ottomana del 1393/1394.
Nel XV secolo, i due membri più importanti della famiglia sono Giorgio Ducas Filantropeno, mesazon di Giovanni VIII Paleologo, e Alessio Lascaris Filantropeno, megas stratopedarches, governatore di Patrasso nel 1445 e amico di Bessarione.